# Die Ideale
Die Ideale (Gli ideali) S 106 è un poema sinfonico composto da Franz Liszt tra il 1856 e il 1857 e pubblicato nel 1858 con il numero 12. Fu eseguito per la prima volta il 5 settembre 1857 al Teatro granducale di corte di Weimar sotto la direzione dello stesso compositore. Ebbe una trascrizione per due pianoforti (1857-1858) e una per pianoforte a quattro mani (1876).
Gli ideali è il dodicesimo del ciclo lisztiano di tredici poemi sinfonici scritti durante il periodo di Weimar. L'opera è ispirata ai versi di Schiller (poesie filosofiche). Il progetto di Liszt era scrivere una sinfonia in tre movimenti, ma poi decise di comporne uno solo, ampio e suddiviso in varie sezioni, ciascuna delle quali corrisponde a un frammento della lirica schilleriana.
La composizione inizia con un andante in re minore, triste ed espressivo, permeato di pessimismo schilleriano. Di seguito, un allegro spiritoso in fa minore alterna diversi episodi in contrasto reciproco, prima dell'apoteosi finale. Gli ideali è il più lungo dei poemi sinfonici del compositore ungherese.